# Універсальна гармата

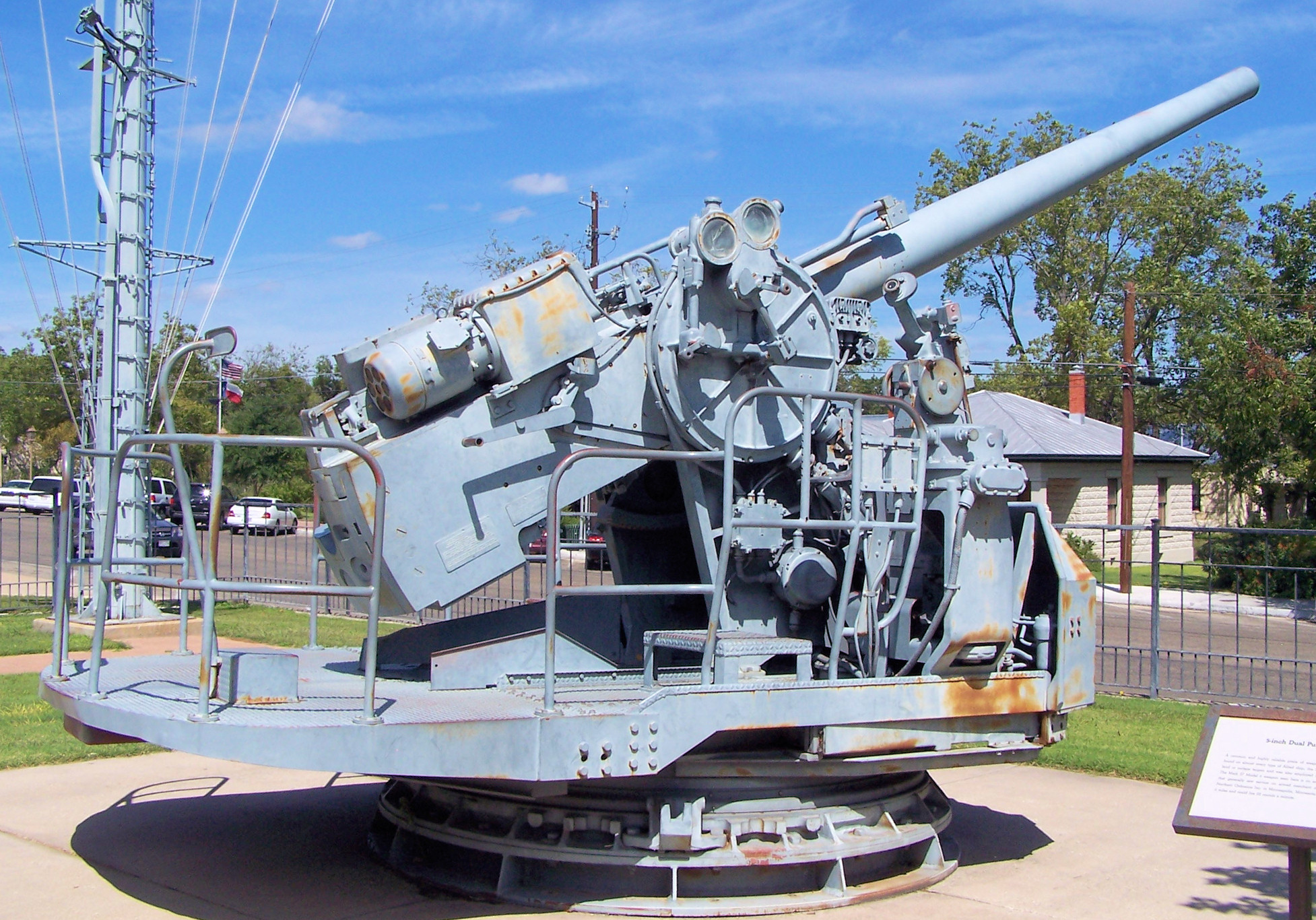
5-дюймова гармата подвійного призначення Mark 37 Modification 6 на виставці в Національному музеї війни на Тихому океані. Гармата мала радіус дії понад 6 миль і могла випускати 22 снаряди за хвилину.

Універсальна гармата — корабельна артилерійська установка, призначена для ураження як надводних, так і повітряних цілей.

## Контекст появи
Основні кораблі часів Другої світової війни мали чотири типи артилерії: важка  батарея головного калібру, призначена для ураження лінійних кораблів і крейсерів противника, калібру від 305 до 457 мм (від 12 до 18 дюймів); допоміжна батарея для використання проти ворожих есмінців калібру від 152 мм до 203 мм (від 6 до 8 дюймів); важкі зенітні гармати калібру від 76 мм до 127 мм (від 3 дюймів до 5 дюймів), які могли вести загороджувальний вогонь та уражати літаків на більшій відстані; нарешті, легкі швидкострільна зенітна артилерія для збивання літаків на близькій відстані. Легка зенітна артилерія була розосереджена по всьому кораблю і включала як автоматичні гармати калібру від 20 мм до 40 мм (0,787 дюйма до 1,57 дюйма), так і важкі кулемети калібру 12,7 мм до 14,5 мм (0,50 дюйма до 0,58 дюйма).
Під час Другої світової війни ВМС США, Королівський флот, ВМС Франції та Імператорський флот Японії об’єднали допоміжну батарею з важкими зенітними гарматами, створивши вторинну батарею подвійного призначення. Вони взагалі відмовилися від спеціальних протикорабельних допоміжних батарей, оскільки лінкори і крейсери більшу частину часу захищався від крейсерів і есмінців противника силами прикриття з0 кораблів аналогічного класу. Крім того, вважалося малоймовірним, що лінкор одночасно протистоятиме міноносцям і літакам.  Натомість  окремі типи гармат для боротьби з обома загрозами займатимуть надто багато місця. Натомість, вони замінили два типи гармат баштовими гарматами подвійного призначення, які можна було використовувати як проти літаків, так і проти кораблів. Зекономлений простір від комбінування двох типів гармат сприяв спрощенню постачання, збільшенню палубного бронювання, розміщення іншої техніки, надавав можливість розмістити більшу кількість легкої зенітнуної артилерії тощо. Рішення щодо універсальної артилерії вважалося більш ефективним і достатнім для захисту від атак від надводних надводних і протиповітряних засобів у більшості випадків.
Kriegsmarine, за практикою, подібною до італійського та радянського флотів, прийняли допоміжну  батарею змішаного калібру, зі спеціальними протикорабельними гарматами, у поєднанні з важкими зенітними батареями меншого калібру, замість того, щоб зробити універсальні допоміжні батареї, як у британців чи американців. Обидва флоти високо оцінювали загрозу торпедних атак з близької дистанції з боку ворожих (зокрема, французьких) есмінців, і вважали більш потужні протикорабельні допоміжні батареї  більшого калібру обов'язковими. ВМС Франції також використовували систему змішаного калібру, але їхня вторинна батарея була подвійного призначення. Два допоміжних калібри  ускладнювали постачання боєприпасів і перетворювало частину озброєння на баласт під час атаки чи то лише літаків, чи то лише кораблів.
Універсальні гармати були розроблені як компроміс між важким озброєнням для протидії надводним силам та спеціалізованими зенітними гарматами. Зазвичай гармата середнього калібру досить потужна, щоб бути корисною проти надводних цілей, включаючи кораблі, і підводні човни  у надводному положенні та наземні цілі. Однак вона досить компактна, щоб поміститися в установку, здатну забезпечити швидкий поворот і великий кут піднесення, а також спроможну забезпечити достатній скорострільність, що дозволяє йому успішно вражати повітряні цілі під будь-якими кутами. Наприклад, лінкор Королівського флоту типу King George V мав шістнадцять гармат QF Mark I калібром 133 мм, які могли вражати як кораблі противника, так і  літаки на висотах.
Не всі гармати подвійного призначення мають високу кутову кута. Визначальним фактором було те, чи забезпечена установка системою управління зенітним вогнем і способом налаштування вибуху часу в БЧ зенітної частини, що стріляє з гармати. Починаючи з типу «Трайбл», Королівський флот запровадив серію типів есмінців, які мали універсальні гармати головного калібру, але 4,7-дюймові гармати QF Mark XII у здвоєних CP Mk. XIX і більш пізніх модифікацій установок могли піднімати стволи на 40, 50 або 55 градусів. Водночас гармати керувалися системою управління вогнем ППО, а башті могли встановлюватися режими підриву снарядів при веденні вогню проти літаків. Флот США мав подібні есмінці типу «Портер» з вісьмома гарматами Mk 12 5 дюйм/38 калібру (127 мм) у чотирьох подвійних установках Mark 22 Single Purpose (тільки для надводних цілей), обмежених кутом кута 35 градусів. В баштах була відсутня можливість програмувати снаряди для підриву поблизу повітряних цілей.  40-градусний максимальний підйом дійсно обмежував здатність гармат есмінців типу «Трайбл» вражати пікіруючі бомбардувальники та літаки на значній висоті, але вони все ще були ефективними при враженні звичайних бомбардувальників та торпедносців на малих висот, і могли забезпечити загороджувальний вогонь, зокрема проти пікіруючих бомбардувальників, над іншими атакованими кораблями.  
Універсальні гармати спочатку були розроблені як допоміжне озброєння для великих надводних кораблів, таких як крейсери та лінійні кораблі, щоб доповнити їхнє важке основне озброєння. Пізніше такі гармати почали встановлюватися на невеликих кораблях як головний калібр. З часом віджмова від кораблів з важкою артилерією призвела до того, що  зараз майже все основне корабельне артилерійське озброєння має подвійне призначення.Більшість сучасних універсальних гармат має калібр від 76 до 127 мм. 